# 아산중학교 (충남)
아산중학교(牙山中學校)는 대한민국 충청남도 아산시 온천동에 위치한 사립 중학교이다.

## 학교 연혁
- 1946년 5월 22일 : 온양 농예학교 인가
- 1946년 9월 7일 : 온양 농예학교 개교
- 1951년 9월 1일 : 아산중학교 개칭인가
- 1952년 10월 18일 : 초대 이영진 이사장 취임
- 1964년 1월 25일 : 학교법인 저은학원 인가
- 1969년 12월 15일 : 아산중학교 21학급 인가
- 1970년 11월 17일 : 이태섭 이사장 취임
- 1971년 7월 28일 : 학교법인 아산학원으로 명칭변경
- 2005년 3월 1일 : 아산중학교 27학급 인가
- 2023년 9월 1일 : 제17대 강희준 교장 취임
- 2024년 1월 10일 : 제76회 졸업식(졸업생 총수 22,325명)
- 2024년 3월 4일 : 2024학년도 입학식(278명)

## 참고 자료
- 아산중학교 - 한국교육학술정보원 학교알리미